# Kermes qingdaonensis
Kermes qingdaonensis är en insektsart som beskrevs av Hu 1986. Kermes qingdaonensis ingår i släktet Kermes och familjen eksköldlöss. Inga underarter finns listade i Catalogue of Life.